# Лунина, Оксана Викторовна
Оксана Викторовна Лунина (род. 1975) — геолог, лауреат премии имени В. А. Обручева (2011).

## Биография
Родилась 8 июня 1975 года в городе Находке Приморского края.
В 1994 году — окончила Иркутский геологоразведочный техникум.
В 1998 году — заочно окончила Иркутский государственный университет по специальности «геологическая съемка, поиски и разведка месторождений полезных ископаемых».
С 1994 года — работает в Институте земной коры СО РАН, пройдя путь от инженера кабинета сейсмогеодинамики до старшего научного сотрудника лаборатории тектонофизики (с 2004 года).
В 2002 году — защитила кандидатскую диссертацию, тема «Влияние напряженного состояния литосферы на соотношение параметров и внутреннюю структуру сейсмоактивных разломов».
В 2016 году — защитила докторскую диссертацию, тема: «Разрывная тектоника Прибайкалья на позднекайнозойском этапе развития земной коры».

## Научная и общественная деятельность
Занимается изучением тектонического строения земной коры, её напряженно-деформированного состояния и геодинамических процессов, тесно связанных с формированием и активизацией разломов.
По итогам международных экспедиций для многих районов составлены карты разломно-блокового строения и напряженного состояния земной коры. Особое внимание уделяет изучению тектонических деформаций в позднекайнозойских отложениях.
Вместе с коллегами ею была показана возможность использования стандартных методик и разных видов структурного анализа для обработки данных о деформациях, замеренных в слабосцементированных и рыхлых отложениях. Тектонофизический подход позволяет О. В. Луниной рассматривать наблюдаемый в природе широкий спектр деформаций — от небольшого естественного обнажения до крупных элементов земной коры, развивающихся на протяжении миллионов лет. В настоящее время ею обобщаются результаты многолетних исследований впадин Байкальской рифтовой зоны и Западного Забайкалья с целью разработки общей модели их тектонического развития в мезозойско-кайнозойское время.
Автор и соавтор около 100 научных работ.
Являлась председателем Совета научной молодежи ИЗК СО РАН и членом Объединенного совета молодых ученых в ИНЦ СО РАН в 2002—2006 гг., ученым секретарем и организатором ХХ и XXI Всероссийских молодежных конференций «Строение литосферы и геодинамика» (г. Иркутск, 2003 и 2005 гг.).
Её исследования были поддержаны грантом Президента РФ (2005—2008 гг.), Фондом содействия отечественной науке (2007—2008 гг.).

## Награды
- Премия имени В.А. Обручева (2011) — за монографию «Рифтовые впадины Прибайкалья: тектоническое строение и история развития»
- Лауреат премии имени академика Н.А. Логачева (СО РАН, 21 апреля 2005) — за цикл работ «Активные разломы юго-западной части Байкальской рифтовой зоны: тектонофизический анализ»
- Лауреат Лаврентьевского конкурса молодежных проектов СО РАН (2005)
- Почетная грамота СО РАН (2006)
- Почетная грамота Президиума РАН и профсоюза РАН (2007)

## Комментарии
1. ↑  Нет в списке состоявшихся защит.